# Neuensorg (Weidhausen)
Neuensorg ist ein Gemeindeteil von Weidhausen bei Coburg im oberfränkischen Landkreis Coburg.

## Geographie
Neuensorg liegt etwa zwölf Kilometer südöstlich von Coburg am Nordrand des Lichtenfelser Forstes, aus dem die Siedlung herausgerodet wurde. Die Kreisstraße CO 11 verbindet den Ort mit Weidhausen und die LIF 9 mit Neuensee.

## Geschichte
Neuensorg wurde 1195 erstmals erwähnt. Der Ortsname bedeutet wohl ‚Neuer Ort am Waldrand‘. Das Walddorf im Lichtenfelser Forst gehörte zum Amt Lichtenfels und lag an der Straße von Lichtenfels über Schney nach Sonnefeld an der Grenze zwischen dem Hochstift Bamberg und dem Fürstentum Sachsen-Coburg. Eine Forstbeschreibung von 1545 erwähnt erstmals Häuser in dem Grenzort. Die Einwohner lebten von der Forstwirtschaft. Im Dreißigjährigen Krieg wurde der Weiler niedergebrannt.
1698 zählte Neuensorg außer dem Forsthaus acht Häuser, davon sechs Tropfhäuser. Die Bewohner des Kastendorfes, bis auf den Förster alle evangelisch-lutherisch, gingen in die Gottesdienste der evangelisch-lutherischen Ebersdorfer Pfarrei, später nach Weidhausen. 1801 hatte der Ort sieben Häuser, vier Stadel und ein fürstliches Jägerhaus. Der Umfang des Neuensorger Reviers betrug 2849 bayerische Tagwerke.
1791/92 wurde das alte Forsthaus von 1661 durch einen einstöckigen Neubau für 1333 Gulden ersetzt. 1862 folgte eine Aufstockung.
1818 gehörte Neuensorg zum Obermainkreis und wurde in die Landgemeinde Neuensee eingegliedert. Ab 1819 war die Pfarrkirche von Michelau für die evangelischen Bürger zuständig. In der zweiten Hälfte des 19. Jahrhunderts sorgte die Korbmacherei für ein Wachstum des Ortes. Im Jahr 1867, als in Neuensorg 154 Personen lebten, wurde eine Schule für die evangelischen Schüler eröffnet. 1875 hatte das Dorf 183 Einwohner und 36 Gebäude sowie das Schulhaus. 1877 wurde ein neues Schulhaus eingeweiht, das 1912 einen Dachreiter mit Glocke erhielt und 1949 aufgestockt wurde. 1897 wurde die Freiwillige Feuerwehr gegründet.
Die Anlage eines Friedhofs erfolgte 1924. 1925 hatte das Dorf 302 Einwohner und 54 Wohnhäuser. Es gehörte zu den Kirchsprengeln der römisch-katholischen Pfarrkirche Marktgraitz und der evangelisch-lutherischen Pfarrkirche Michelau. 1926 wurde der Ort an das Elektrizitätsnetz angeschlossen.
Neuensorg reichte 1855, 1892, 1928 und 1946 Eingaben um Erhebung zu einer selbstständigen politischen Gemeinde ein. Am 15. Februar 1952 wurde Neuensorg als Gemeinde aus Neuensee ausgegliedert. Nach dem Zweiten Weltkrieg entstand die Siedlung Neue Welt.⊙
Eine Ortskanalisation und eine mechanische Kläranlage ließ die Gemeinde von 1962 bis 1966 errichten. Von 1968 bis 1972 folgte eine zentrale Wasserversorgung. Eine neue Schule wurde 1964 eröffnet.
Da die Regierung von Oberfranken einen Anschluss Neuensorgs an die Gemeinde Michelau nicht genehmigte, erfolgte am 1. Januar 1978 die Eingemeindung nach Weidhausen und die Umgliederung vom Landkreis Lichtenfels in den Landkreis Coburg. Im Jahr 1987 hatte der Ort 464 Einwohner und 126 Wohnhäuser mit 169 Wohnungen.

## Einwohnerentwicklung
| Jahr | Einwohnerzahl |
| ---- | ------------- |
| 1820 | 55            |
| 1830 | 109           |
| 1875 | 183           |
| 1900 | 276           |
| 1925 | 302           |
| 1950 | 514           |
| 1970 | 547           |
| 1987 | 464           |

## Sehenswürdigkeiten

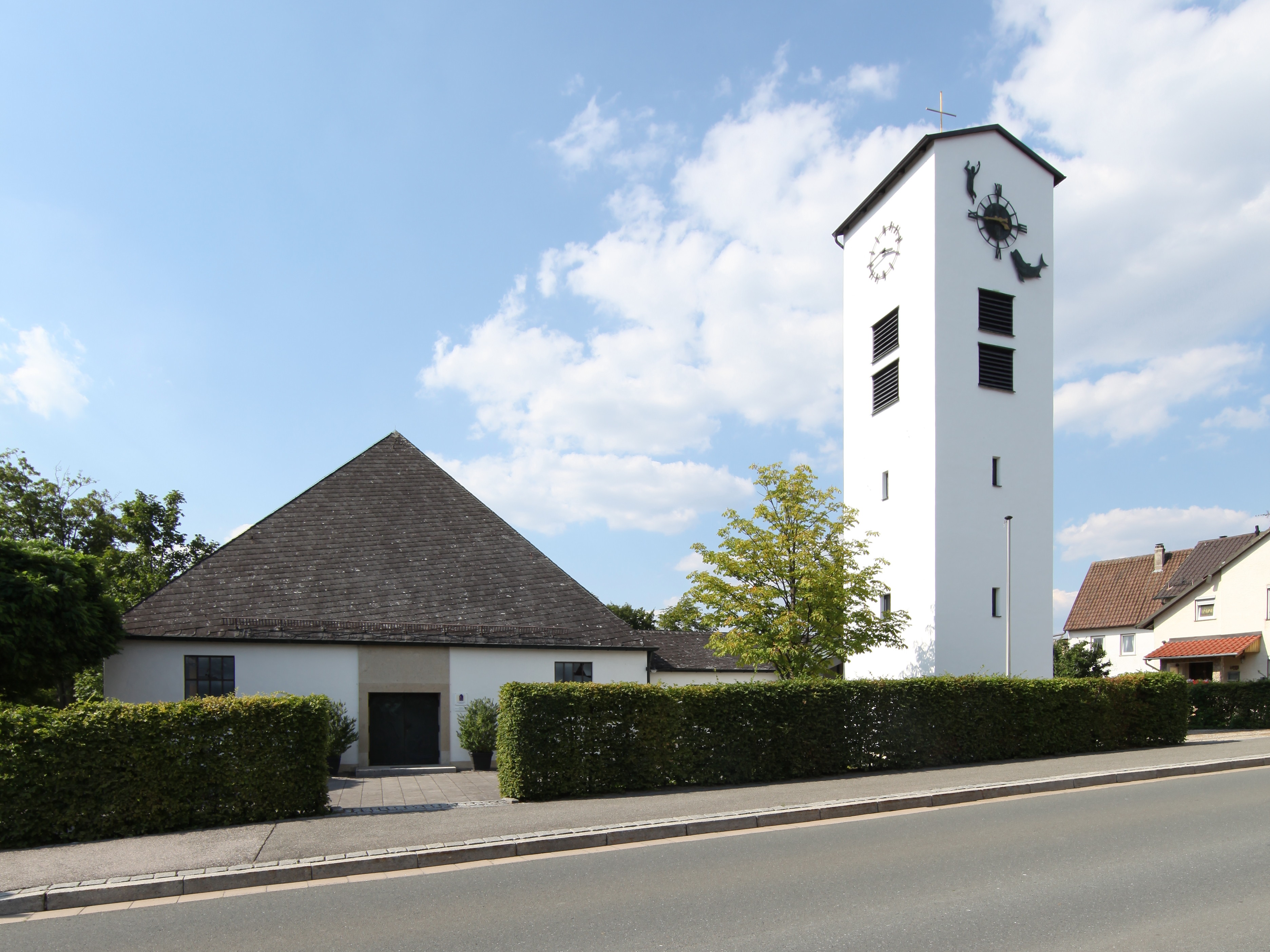
Auferstehungskirche

Die evangelisch-lutherische Auferstehungskirche gehört zum Dekanat Michelau. Die Planungen für das Gotteshaus begannen 1958. Der Schwürbitzer Architekt Herbert Fischer entwarf ein Kirchenschiff mit quadratischem Grundriss und Zeltdach sowie angebautem Kirchturm, der im Laufe der Baumaßnahme von 13,5 Meter auf 16 Meter Höhe wuchs. Grundsteinlegung war für das 140.000 DM teure Gotteshaus im Jahr 1960, die Einweihung am 19. November 1961. 1965 wurden drei neu gegossene Glocken im Turm aufgehängt, 1967 folgte die Montage einer Turmuhr.